# Thoradonta apiculata
Thoradonta apiculata är en insektsart som beskrevs av Hancock, J.L. 1915. Thoradonta apiculata ingår i släktet Thoradonta och familjen torngräshoppor. Inga underarter finns listade i Catalogue of Life.